# Richtmann Mózes
Richtmann Mózes Léb (Homonna, 1880. szeptember 22. – Budapest, 1972. augusztus 20.) tanár, rabbi, szerkesztő, judaika-kutató.

## Élete
Richtmann Mihály és Friedmann Debóra fia. 1895 és 1905 között a budapesti Rabbiképzőben, s közben félévig a Boroszlói Zsidó-Teológiai Szemináriumban tanult. Goldziher Ignác és Bacher Vilmos tanítványa volt. 1904-ben a Budapesti Tudományegyetemen bölcsészdoktorátust szerzett, s két évvel később rabbivá avatták. Egy évig a budapesti Dohány utcai zsinagóga rabbija, majd Krausz Sámuel utódaként 40 éven át az Országos Izraelita Tanítóképző Intézet vallástanára volt. 1950-től 1962-ig – nyugdíját szüneteltetve –, ismét a Rabbiképző Intézet tanáraként működött. Az első világháború idején egyedül szerkesztette a Magyar-Zsidó Szemle című folyóiratot, később más, felekezeti lapokba is írt cikkeket, illetve szerkesztett egyéb újságokat (Szombat, Szombat Almanach, Zsidó Újság, Ortodox Zsidó Újság, Új Élet). Értekezései jelentek meg a Magyar-Zsidó Szemlében, az Izraelita Magyar Irodalmi Társulat Évkönyveiben, az Antik Tanulmányokban. Elsőként használta történeti forrásként az úgynevezett responsum-irodalmat.

## Magánélete
Házastársa Háás Netti (1882–1972) volt, akit 1926. október 27-én Budapesten, az Erzsébetvárosban vett nőül.

## Főbb művei
- Az arab-zsidó neoplatonikusok etikai nézetei (doktori értekezés, Budapest, 1904)
- Landau Ezékiel prágai rabbi és a magyar zsidók (Budapest, 1907)
- A régi Magyarország zsidósága (Budapest, 1912)
- Ortodoxia és cionizmus (Budapest, 1920)
- Mendelssohn Mózes (IMIT Évkvönyve, 1936)
- Izrael előharcosa (Pfeiffer Izsák emléke, Budapest, 1949)